# Плесниекс, Артурс
Артурс Плесниекс (латыш. Artūrs Plēsnieks; род. 21 января 1992 года, Кроньауце, Латвия) — латышский тяжелоатлет, выступающий в весовой категории до 105 кг. Бронзовый призёр Олимпийских игр 2020 года в Токио. Чемпион Европы (2016), призёр чемпионатов мира и Европы.

## Биография
Артурс Плесниекс родился 21 января 1992 года в Кроньауце. Тяжёлой атлетикой начал заниматься с 9 лет.
Первым международным успехом в его карьере стала золотая медаль юношеского Чемпионата Европы 2008 года. В том же году на взрослом Чемпионате Европы Артурс Плесниекс показал 13-й результат в категории до 94 кг.
На Чемпионате Европы 2013 года в Тиране Артурс Плесниекс занял четвёртое место, однако, в результате дисквалификации за применение допинга грузинского тяжелоатлета Давида Гогия, к спортсмену перешла бронзовая медаль.
Участник двух Олимпиад. В 2012 году на летних Олимпийских играх в Лондоне Плесниекс показал седьмой результат, а через 4 года в Рио-де-Жанейро стал восьмым в категории до 105 кг.
В 2016 году Артурс Плесниекс победил на чемпионате Европы в Фёрде.
В 2019 году на континентальном первенстве в Батуми латыш поднял вес 225 кг в упражнении толчок и завоевал малую серебряную медаль.

## Спортивные результаты
| Год  | Соревнование            | Место проведения   | Весовая категория | Рывок  | Толчок | Сумма двоеборья | Место |
| 2008 | Чемпионат Европы        | Линьяно-Саббьядоро | до 94 кг          | 141 кг | 185 кг | 326 кг          | 13    |
| 2010 | Чемпионат Европы        | Минск              | до 105 кг         | 166 кг | 207 кг | 373 кг          | 8     |
| 2010 | Чемпионат мира          | Анталья            | до 105 кг         | 164 кг | 208 кг | 372 кг          | 15    |
| 2011 | Чемпионат Европы        | Казань             | до 105 кг         | 170 кг | 210 кг | 380 кг          | 7     |
| 2011 | Чемпионат мира          | Париж              | до 105 кг         | 168 кг | 212 кг | 380 кг          | 15    |
| 2012 | Чемпионат Европы        | Анталья            | до 105 кг         | 170 кг | 211 кг | 381 кг          | 4     |
| 2012 | Летние Олимпийские игры | Лондон             | до 105 кг         | 175 кг | 215 кг | 390 кг          | 7     |
| 2013 | Чемпионат Европы        | Тирана             | до 105 кг         | 175 кг | 222 кг | 397 кг          | 3     |
| 2013 | Чемпионат мира          | Вроцлав            | до 105 кг         | 178 кг | 215 кг | 393 кг          | 5     |
| 2014 | Чемпионат Европы        | Тель-Авив          | до 105 кг         | 172 кг | 218 кг | 390 кг          | 4     |
| 2014 | Чемпионат мира          | Алматы             | до 105 кг         | 174 кг | 216 кг | 390 кг          | 10    |
| 2015 | Чемпионат Европы        | Тбилиси            | до 105 кг         | 173 кг | 221 кг | 394 кг          | 7     |
| 2015 | Чемпионат мира          | Хьюстон            | до 105 кг         | 179 кг | 226 кг | 405 кг          | 3     |
| 2016 | Чемпионат Европы        | Фёрде              | до 105 кг         | 177 кг | 226 кг | 403 кг          | 1     |
| 2016 | Летние Олимпийские игры | Рио-де-Жанейро     | до 105 кг         | 181 кг | 218 кг | 399 кг          | 8     |
| 2017 | Чемпионат мира          | Анахайм            | до 105 кг         | 180 кг | 222 кг | 402 кг          | 2     |
| 2019 | Чемпионат Европы        | Батуми             | до 109 кг         | 180 кг | 225 кг | 405 кг          | 4     |